# Nagroda Fizyki Fundamentalnej
Nagroda Fizyki Fundamentalnej (ang. Breakthrough Prize in Fundamental Physics, wcześniej The Fundamental Physics Prize) – nagroda naukowa przyznana po raz pierwszy w lipcu 2012 uczonym, którzy dokonali przełomowych odkryć w fizyce; jedna z trzech nagród Breakthrough.
Nagroda przyznawana jest przez fundację The Fundamental Physics Prize Foundation, założoną przez rosyjskiego fizyka i przedsiębiorcę Jurija Milnera. Członkiem zarządu fundacji był Steven Weinberg. 
Pierwszych dziewięciu laureatów nagrody wybrał Jurij Milner. Otrzymali oni nagrody o wartości 3 mln $ i stanowili kapitułę przyznającą nagrody w kolejnych latach.

## Laureaci
| rok                    | laureaci | powód |
| ---------------------- | --- | --- |
| 2012                   | - Nima Arkani-Hamed - Alan Guth - Alexei Kitaev - Maksim Koncewicz - Andrei Linde - Juan Maldacena - Nathan Seiberg - Ashoke Sen - Edward Witten                                                                            | |
| 2013 Nagrody specjalne | - Stephen Hawking - Członkowie zespołu, którzy odkryli cząstkę o cechach odpowiadających bozonowi Higgsa: Peter Jenni, Fabiola Gianotti, Michel Della Negra, Tejinder Singh Virdee, Guido Tonelli, Joe Incandela, Lyn Evans | |
| 2013                   | Aleksandr Polakow | |
| 2014                   | - Michael Green (fizyk) - John Schwarz | Za otwieranie nowych perspektyw na grawitacje kwantową i unifikacje sił                                                                                          |
| 2015                   | - Saul Perlmutter, Supernova Cosmology Project, Brian Schmidt, Adam Riess oraz High-Z Supernova Team | Za niespodziewane odkrycie, że proces rozszerzania się wszechświata przyspiesza, a nie zwalnia jak wcześniej uważano.                                            |
| 2016                   | - Wang Yifang - Kam-Biu Luk - Atsuto Suzuki - Koichiro Nishikawa, (Team K2K/T2K) - Arthur B. McDonald - Takaaki Kajita, - Yoichiro Suzuki (Team Super-Kamiokande)                                                           | za fundamentalne odkrycia i badanie oscylacji neutrin, które ustanowiły nową granicę poza standardowym modelem fizyki cząstek elementarnych.                     |
| 2016 Nagrody specjalne | - Ronald Drever - Kip Thorne - Rainer Weiss | za obserwacje fal grawitacyjnych, otwierające nowe horyzonty w fizyce i astronomii.                                                                              |
| 2017                   | - Joseph Polchinski - Andrew Strominger - Cumrun Vafa | za rozwinięcie kwantowej teorii pola, teorii strun i kwantowej grawitacji                                                                                        |
| 2018                   | - Charles L. Bennett - Gary Hinshaw - Norman Jarosik - Lyman Page - David Spergel - WMAP Science Team | za szczegółową mapę wczesnego wszechświata, która znacznie poszerzyła wiedzę o ewolucji kosmosu i fluktuacjach, które zapoczątkowały tworzenie galaktyk          |
| 2018 Nagroda specjalna | Jocelyn Bell Burnell | za odkrycie pulsarów |
| 2019                   | - Charles Kane - Eugene Mele | za pracę nad topologią i symetrią w fizyce, które doprowadziły do zaproponowania nowej klasy materiałów, które przewodzą elektryczność tylko na ich powierzchni. |
| 2019 Nagrody specjalne | - Daniel Freedman - Peter van Nieuwenhuizen - Sergio Ferrara | |
| 2020                   | - Sheperd Doeleman - 347 naukowców pracujących nad projektem Event Horizon Telescope. | Za pierwsze zdjęcie supermasywnej czarnej dziury, zrobione przy pomocy rozsianej po całej Ziemi sieci połączonych teleskopów                                     |
| 2021 Nagroda specjalna | Steven Weinberg | Za ciągłe przywództwo w fizyce fundamentalnej, duży wpływ na fizykę cząstek, teorię grawitacji i kosmologię oraz za popularyzacje nauki.                         |
| 2021                   | - Eric Adelberger - Jens H. Gundlach - Blayne Heckel | Za precyzyjne pomiary sprawdzające nasze zrozumienie grawitacji, badają naturę ciemnej energii i ustalają granice sprzężenia ciemnej materii                     |
| 2022                   | - Hidetoshi Katori - Jun Ye | Za duży wkład w odkrycie i rozwój optycznych zegarów atomowych, które umożliwiają precyzyjne badania fundamentalnych praw natury                                 |
| 2023                   | - Charles H. Bennett - Peter Shor - Gilles Brassard - David Deutsch | Za zasadnicze badania w dziedzinie informacji kwantowej |
| 2024                   | - John Cardy - Aleksandr Zamołodczikow | Za głęboki wkład w fizykę statystyczną i teorię pola kwantowego, z różnorodnymi i dalekosiężnymi zastosowaniami w różnych gałęziach fizyki i matematyki.         |